# Carlos Bermejo
Carlos Bermejo (Buenos Aires, Argentina, 6 de septiembre de 1947-11 de julio de 2012) fue un actor argentino de cine, teatro y televisión, donde cobró mayor popularidad.

## Biografía
Carlos Bermejo fue un actor y dueño de una prolífica carrera de más de 30 años, que se desempeñó en numerosas series televisivas y teatrales enmarañando personajes que iban de lo rudo, mafioso, político hasta lo humorístico y dramáticos.
Se lo recuerda por sus papeles que interpretaba en televisión, teatro y cine, donde compartió la escena con grandes figuras. Trabajó en nuestro país y en España. Se formó actoralmente con Carlos Gandolfo y Lee Strasberg.

## Cine
Comenzó con el film de 1992 La reina anónima, una comedia española protagonizada por Carmen Maura, Marisa Paredes y Juanjo Puigcorbé.
En 1997 volvió como uno de los hombres del restaurante en La furia junto a Diego Torres, Laura Novoa y Luis Brandoni.
Años después, en el 2002 actúa en el drama Potestad en el rol de un «oficial de operativos» con Eduardo Pavlovsky y Lorenzo Quinteros.
En el 2005, hizo la comedia Morir en San Hilario en el papel de «Cráter» con Lluís Homar, Ulises Dumont, Max Berliner y Rita Terranova.En ese mismo año también estuvo en Nordeste como el «pediatra» con Mercedes Sampietro, Emilio Bardi y Daniel Valenzuela, entre otros.
En el 2008 actuó en la comedia dramática El nido vacío de Daniel Burman, junto a Oscar Martínez, Cecilia Roth, Inés Efron y Jean Pierre Noher, y en el papel de «Marchetti», el amigo de Oscar.
En el 2009 le llegó el film Música en espera, protagonizada por Natalia Oreiro, Diego Peretti y Norma Aleandro , como «Goldberg», el jefe de Natalia. En ese año también realizó el cortometraje Túneles en el río con Rodrigo Britos y Julián Gómez Sibecas.
En el 2010 actuó en la recordada Cara de queso de Ariel Winograd, junto a Mercedes Morán, María Vaner, Susú Pecoraro y Federico Luppi.
En el 2011 hizo el papel de «Guglierini» en la comedia Fase 7 junto a Daniel Hendler, Jazmín Stuart, Yayo Guridi y Federico Luppi.
Su última película fue Vaquero de y con Juan Minujin junto a Leonardo Sbaraglia y Daniel Fanego, estrenada el 29 de septiembre de 2011.

## Televisión
Debutó en la pantalla chica argentina en el unitario Hombres de Ley de 1989 como «Anchorena» junto a Federico Luppi,  Rubén Stella y Norberto Díaz. 
En 1993 participa en el unitario Mi cuñado como «Germán» junto a Luis Brandoni y Ricardo Darín.
Luego, en 1995, hizo un papel en el infantil Chiquititas protagonizada por Romina Yan. Luego participó en el unitario Poliladron con Adrián Suar y Laura Novoa.
En 1996 llega Ha-Mosad al lado de Frank Gil, Gustavo Guillén y Andrea Barbieri. En ese mismo año estuvo en Amor sagrado como «Lelio», telenovela romántica protagonizada por Grecia Colmenares, Simón Pestana y Jorge Horacio Martínez, y en el unitario Verdad consecuencia.
En 1998 participó en Verano del 98, novela en la que incursionaron y surgieron actores como Fernán Mirás, Celeste Cid, Dolores Fonzi, Tincho Zabala, Chany Mallo, Nancy Duplaa, Diego Ramos, Marcela Kloosterboer y Agustina Cherri, entre otros. En ese año también hizo la comedia Señoras sin señores y Gasoleros con Juan Leyrado y Mercedes Morán.
En 1999 actuó en un episodio del unitario Vulnerables protagonizada por Jorge Marrale, Alfredo Casero, Soledad Villamil e Inés Estévez. También en Campeones de la vida con Osvaldo Laport y Soledad Silveyra, y en Muñeca Brava con Natalia Oreiro y Facundo Arana.
En el 2000 vino Primicias junto a Arturo Puig, Araceli González, Gustavo Garzón y María Valenzuela. En ese tiempo actuó en un episodio del unitario Tiempo final.
En el 2001 encarnó al «Comisario Rocca» en la novela Yago, pasión morena protagonizada por Facundo Arana y Gianella Neyra. En ese mismo año trabajó en las dos producciones de Pol-ka en la comedia El sodero de mi vida con Dady Brieva y Andrea del Boca interpreta al «Profesor Rafael Rafaelli» y en el unitario Culpables protagonizada por Mercedes Morán, Diego Peretti, Alfredo Casero, Gabriela Toscano, Fernán Mirás, Soledad Villamil y Susú Pecoraro encarna a un «fiscal» en el juicio al villero (Martín Orecchio) y el policía retirado (Martín Coria).
En el 2003 hizo del padre de David (Ariel Navarro) en la comedia Son Amores con Mariano Martínez, Nicolás Cabré, Miguel Ángel Rodríguez y Florencia Bertotti.
En el 2004 actuó en la exitosa novela Padre Coraje en el papel del «Obispo», junto a Facundo Arana y Nancy Duplaa.
En el 2005 participó en la telenovela Hombres de honor con Laura Novoa y Gabriel Corrado.
En el 2006 hizo Tango vtroem con Mario Pasik y Adriana Salonia.
En el 2008 estuvo en el unitario Socias con Mercedes Morán, Andrea Pietra y Nancy Duplaa. También hizo unos episodios del unitario Algo habrán hecho por la historia argentina.
En el 2010 hizo unos capítulos en Botineras con Romina Gaetani y Nicolás Cabré y en el unitario Para vestir santos con Gabriela Toscano, Griselda Siciliani, Celeste Cid y Gloria Carrá.
Su último papel fue el del «Inspector Rosales» en la tira El elegido en el 2011, protagonizada y dirigida por Pablo Echarri.
En España, actuó en las teleseries El buscavidas de Antena 3 y El friqui de Telemadrid.

## Teatro
Carlos Bermejo fue parte de los elencos de La muerte de un viajante y Rey Lear , junto a Alfredo Alcón; Auto , con Leonor Manso, Todos eran mis hijos, con Lito Cruz y Ana María Picchio,Los indios estaban cabreros, de Agustín Cuzzani entre otras. Pero en este ámbito no sólo se dedicó a la actuación, además estuvo a cargo de la puesta en escena y la dirección de Delirios de un inmigrante, Demasiado cielo, Categoría Sport y El día más feliz de nuestras vidas.

## Vida privada
Convivió toda su vida con la conocida actriz y escritora Betty Couceiro, con la cual tuvo a su hijo Julián. Tuvo otros dos hijos, Mateo y Federico, fruto de un matrimonio anterior.

## Fallecimiento
El actor Carlos Bermejo falleció luego de luchar contra una larguísima enfermedad el 11 de julio de 2012 a los 64 años.